# Phyllomedusa azurea
Phyllomedusa azurea är en groddjursart som beskrevs av Cope 1862. Phyllomedusa azurea ingår i släktet Phyllomedusa och familjen lövgrodor. IUCN kategoriserar arten globalt som otillräckligt studerad. Inga underarter finns listade i Catalogue of Life.